# タナー・メイズ
タナー・メイズ（英語：Tanner Mayes、 1989年5月31日 - ）は、アメリカ合衆国のポルノ女優。ミシガン州エイドリアンに誕生した。